# Sonic & Knuckles Collection
Sonic & Knuckles Collection is een compilatiespel uit de Sonic the Hedgehog-franchise. Het spel is ontwikkeld door Sonic Team en uitgebracht door Sega voor Microsoft Windows.

## Spellen
Het spel bevat de volgende titels:
- Sonic the Hedgehog 3
- Sonic & Knuckles
- Sonic 3 & Knuckles
- Blue Sphere

## Achtergrond
Alle muziek in het spel is opgenomen in MIDI. Veel van de muziek uit de originele spellen is in deze compilatie vervangen door nieuwe. Een mogelijke verklaring hiervoor was dat de muziek van de originele spellen, die allemaal waren gemaakt voor de Sega Mega Drive, niet kon worden afgespeeld in MIDI-formaat. Verder is de gameplay van de spellen gelijk aan die van hun Mega Drive-versies.
Het spel is vrijwel niet te spelen in windowed mode op een systeem met een CPU die sneller is dan 350 MHz. Dit omdat het spel niet de juiste snelheidsbeperkende routines heeft voor deze mode. In fullscreen-mode is spelen met een dergelijke CPU wel mogelijk.
De Europese en Noord-Amerikaanse versies van het spel bevatten ook Sonic the Screensaver, waarmee de speler Windows kan aanpassen met Sonic-achtergronden, icoontjes en muziek.

## Ontvangst
| Beoordeeld door          | Datum         | Score |
| ------------------------ | ------------- | ----- |
| PC Player (Duitsland)    | maart 1997    | 100%  |
| SEGA-Mag (Objectif-SEGA) | 26 april 2013 | 90%   |
| PC Games (Duitsland)     | februari 1997 | 69%   |
| Power Play               | maart 1997    | 63%   |
| Computer Games Magazine  | 1997          | 60%   |